# Sinularia mammifera
Sinularia mammifera is een zachte koraalsoort uit de familie Alcyoniidae. De koraalsoort komt uit het geslacht Sinularia. Sinularia mammifera werd in 1990 voor het eerst wetenschappelijk beschreven door Malyutin. 